# Lac Mississippi
Pour les articles homonymes, voir Mississippi.
Le lac Mississippi est situé dans le comté de Lanark dans la province de l'Ontario au Canada.
Le lac est alimenté par les eaux de la rivière Mississippi qui lui sert également d'émissaire en direction de la rivière des Outaouais. Le lac Mississippi contribue au bassin fluvial du fleuve Saint-Laurent.
Le lac a une circonférence de 55,9 kilomètres. 
Le lac Mississippi est un site protégé grâce à sa Réserve nationale de faune du Lac-Mississippi inscrite aux Réserves nationales de Faunes en Ontario.